# 오카와시
오카와시(일본어: 大川市)는 일본 후쿠오카현 남서부에 있는 시이다. 가구의 생산지로 알려져 있다.

## 지리
후쿠오카현 남서부에 위치하며 후쿠오카시에서 남쪽으로 약 60km, 사가시 중심부에서 남동쪽으로 약 15km 지점에 있다. 시 서부에는 지쿠고강이 북동쪽에서 남서쪽으로 흐른다. 또 중심부에는 하나무네강이 흐르며 지쿠고강과 합류한다.
시 전체가 지쿠고평야이기 때문에 지형은 평탄하다.

### 인접한 자치체
- 후쿠오카현
  - 구루메시
  - 미즈마군 오키정
  - 야나가와시

- 사가현
  - 사가시
  - 간자키시

## 역사
센고쿠 시대에는 지쿠고국 야나가와 성주의 가마치씨의 영지였다.
- 1587년 - 지쿠고국 미즈마군은 미이케군, 야마토군과 함께 다치바나씨의 영지가 되었다.
- 1601년 - 세키가하라 전투로 미즈마군은 다나카씨의 영지가 되었다.
- 1620년 - 다나카 다다마사의 사망 후에 후계자가 없어 지쿠고국 북부는 아리마 도요지에게, 남부는 다치바나 무네시게에게 계승되었다.
- 1871년 - 폐번치현으로 미즈마현이 설치되었다.
- 1876년 - 미즈마현이 폐지되어 후쿠오카현이 되었다.
- 1881년 - 미이군·미하라군·야마모토군·미즈마군의 사군이 합병해 미즈마군이 되었다.
- 1889년 4월 1일 - 정촌제 시행으로 현재의 시역에 오카와정, 다구치촌, 가와구치촌, 기무로촌, 오노지마촌, 미마타촌이 성립하였다.
- 1954년 4월 1일 - 시정촌 합병 촉진법으로 미즈마군 오카와정·가와구치촌·오노지마촌·다구치촌·기무로촌·미쓰마타촌 등 1정 5촌이 대등 합병해 시로 승격, 오카와시가 성립하였다.

## 오카와시를 배경으로 한 작품
- 노다메 칸타빌레(만화·애니메이션·TV드라마): 주인공 노다 메구미의 출신 지역으로 설정
- 혐오스런 마츠코의 일생

## 교통
철도와 고속도로가 없어서 버스나 자가용 등 도로 교통에 의존하고 있다.

### 도로
- 국도 208호선
- 국도 385호선
- 국도 442호선
- 국도 443호선

## 오카와시 출신 유명인
- 야마자키 다쓰노스케(山崎達之輔): 정치인
- 야마자키 이와오(山崎巌): 정치인
- 오가와 에이사쿠(大川榮策): 가수
- 오카 고지로(岡幸二郞): 배우
- 고가 마사오(古賀政男): 작곡가
- 진나이 다카노리(陣内孝則): 배우

## 자매 도시
- 이탈리아 포르데노네